# Марауза (Трапани)
Марауза је насеље у Италији у округу Трапани, региону Сицилија.
Према процени из 2011. у насељу је живело 1194 становника. Насеље се налази на надморској висини од 19 м.